# José Colángelo

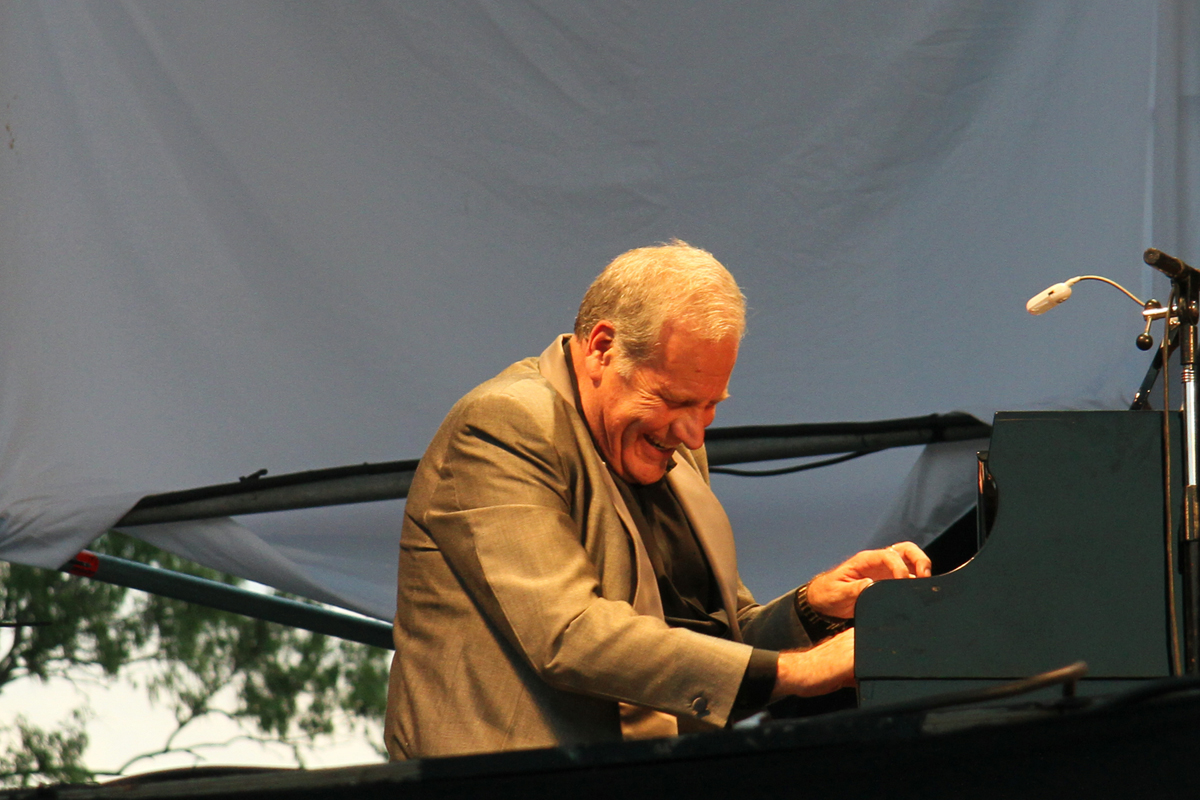
José Colángelo

José Leonardo Colángelo (* 22. Oktober 1940) ist ein argentinischer Tangopianist und –komponist.

## Leben und Wirken
Colángelo debütierte 1955 mit dem Orchester von Alberto Dávila in einer Sendung von Radio Argentina. Er spielte in verschiedenen Jugendformationen (u. a. unter der Leitung von Luis Salvadeo). Er wurde 1956 Mitglied im Orchester Las nuevas estrellas del tango und trat im selben Jahr als Begleiter von Eduardo Solano auf. 1957 debütierte er mit dem Orchester von Ángel Genta bei Radio Splendid, wo er zwei Jahre später unter Leitung von Ángel Domínguez die Sänger Osvaldo Ribó und Carlos Almagro begleitete. Im selben Jahr nahm er mit dem Orchester von Juan de Dios Filiberto und der Sängerin Patrocinio Díaz eine LP auf.
Anfang der 1960er Jahre spielte Colángelo in den Formationen von Ángel Domínguez, Lorenzo Barbero und Emilio Orlando und trat im Hörfunk mit Enrique Alessio und José Berón auf. 1962 engagierten ihn Julio Sosa and Leopoldo Federico als Pianist für ein gemeinsames Projekt. Nach Sosas Tod 1964 setzte er die Zusammenarbeit mit Federico und den Sängern Roberto Ayala und Carlos Gari fort, daneben trat er mit einem Quartett und als Klavierbegleiter von Ricardo Malerba bei RadioEl Mundo auf.
1968 wurde Colángelo Nachfolger von Osvaldo Berlingieri in Aníbal Troilos Orchester, zugleich wurde er Mitglied von dessen Quartett mit Ubaldo De Lío und Rafael del Bagno. Mit dem Orchester bzw. Quartett trat er Anfang der 1970er Jahre u. a. in New York und Washington und am Teatro Colón auf und spielte in dem Film Esta es mi Argentina.
Als Begleiter in unterschiedlichen Besetzungen trat Colángelo mit Sängern wie Roberto Goyeneche, Alberto Marino, Mario Bustos, Roberto Florio, Héctor Maure, Raúl Berón, Néstor Fabián, Alba Solís, Elba Berón, Carmen Duval, Nelly Vázquez und Susana Rinaldi auf. 1971 nahm er mit dem Bandoneonisten Néstor Marconi, dem Bassisten Omar Murtagh und dem Gitarristen Aníbal Arias eine LP auf. 1979 gründete er mit den Bandoneonisten Lisandro Adrover und Antonio Príncipe, den Geigern Hugo Baralis, Alberto del Bagno und Mario Arce, dem Kontrabassisten Héctor Console und den Sängern Guillermo Galvé und Ana Paula ein eigenes Orchester.

## Werke
- ¿Te das cuenta?
- Plazeando
- Todos los sueños
- Duende y misterio
- Fortín cero (mit Ernesto Baffa)
- Un piano en la noche (mit Víctor Braña)
- Mamembá (mit García Dávila)
- Puerta de barrio und Mi tormenta nach Texten von Eugenio Palazzo
- Las del humilde querer, Text von Edgardo Ayala
- Tenía razón, Text von Roberto Casinelli
- Caras del pasado und Pa' que me voy a apurar nach Texten von Victor Lamanna
- Cristo, Matraquín, Aníbal Fuelle, Milonga que canta el pueblo, Luna morena, Juana Barullo, Las rondas de Enero, De minuto a minuto und Aunque tu me lo niegues nach Texten von José María Tasca
- Una cita en el 2000
- Me lo diste todo enamorada

## Quelle
- Todo Tango - José Colángelo

| Personendaten    | Personendaten                              |
| ---------------- | ------------------------------------------ |
| NAME             | Colángelo, José                            |
| ALTERNATIVNAMEN  | Colángelo, José Leonardo                   |
| KURZBESCHREIBUNG | argentinischer Tangopianist und -komponist |
| GEBURTSDATUM     | 22. Oktober 1940                           |